# Victor Bonafède
Victor Michel Laurent Bonafède (ur. 26 października 1894 w Monako, zm. 27 lutego 1965 tamże) - monakijski strzelec, olimpijczyk. Brał udział w igrzyskach w latach 1924 (Paryż) oraz 1936 (Berlin). Nie zdobył żadnych medali.

## Wyniki olimpijskie
| Igrzyska | Konkurencja                     | Wynik                          | Miejsce |
| -------- | ------------------------------- | ------------------------------ | ------- |
| IO 1924  | Karabin małokalibrowy leżąc 50m | 383 punkty                     | 31.     |
| IO 1936  | Pistolet dowolny 50 m           | 433 punkty (61-79-74-79-68-72) | 43.     |